# Secrétaire du Cabinet chargé des Finances et des Collectivités territoriales (Écosse)
La liste des ministres écossais des Finances présente les ministres successifs des gouvernements écossais chargés de ce secteur.

## Liste des ministres
| Nom                                                                                | Nom                   | Début du mandat       | Fin du mandat         | Gouvernement          |
| Ministre des Finances                                                              | Ministre des Finances | Ministre des Finances | Ministre des Finances | Ministre des Finances |
| ---------------------------------------------------------------------------------- | --------------------- | --------------------- | --------------------- | --------------------- |
|                                                                                    | Jack McConnell        | 19 mai 1999           | 2 novembre 2000       | Dewar                 |
| Ministre des Finances et des Affaires locales                                      |                       |                       |                       |                       |
|                                                                                    | Angus McKay           | 2 novembre 2000       | 28 novembre 2001      | McLeish               |
| Ministre des Finances et des Services publics                                      |                       |                       |                       |                       |
|                                                                                    | Andy Kerr             | 28 novembre 2001      | 4 octobre 2004        | McConnell I et II     |
| Ministre des Finances et de la réforme de la Fonction publique                     |                       |                       |                       |                       |
|                                                                                    | Tom McCabe            | 4 octobre 2004        | 16 mai 2007           | McConnell II          |
| Secrétaire du Cabinet chargé des Finances et de la Croissance durable              |                       |                       |                       |                       |
|                                                                                    | John Swinney          | 17 mai 2007           | 19 mai 2011           | Salmond I             |
| Secrétaire du Cabinet chargé des Finances, de l'Emploi et de la Croissance durable |                       |                       |                       |                       |
|                                                                                    | John Swinney          | 19 mai 2011           | 19 novembre 2014      | Salmond II            |
| Secrétaire du Cabinet chargé des Finances, de la Constitution et de l'Économie     |                       |                       |                       |                       |
|                                                                                    | John Swinney          | 21 novembre 2014      | 18 mai 2016           | Sturgeon I            |
| Secrétaire du Cabinet chargé des Finances et de la Constitution                    |                       |                       |                       |                       |
|                                                                                    | Derek Mackay          | 18 mai 2016           | 26 juin 2018          | Sturgeon II           |
| Secrétaire du Cabinet chargé des Finances, de l'Économie et du Travail équitable   |                       |                       |                       |                       |
|                                                                                    | Derek Mackay          | 26 juin 2018          | 5 février 2020        | Sturgeon II           |
| Secrétaire du Cabinet chargé des Finances                                          |                       |                       |                       |                       |
|                                                                                    | Kate Forbes           | 17 février 2020       | 19 mai 2021           | Sturgeon II           |
| Secrétaire du Cabinet chargé des Finances et de l'Économie                         |                       |                       |                       |                       |
|                                                                                    | Kate Forbes           | 19 mai 2021           | 28 mars 2023          | Sturgeon III          |
|                                                                                    | Shona Robinson        | 29 mars 2023          | 8 mai 2024            | Yousaf                |
| Secrétaire du Cabinet chargé des Finances et des Collectivités territoriales       |                       |                       |                       |                       |
|                                                                                    | Shona Robinson        | 8 mai 2024            | en cours              | Swinney               |